# Eupelops torulosus
Eupelops torulosus är en kvalsterart som först beskrevs av Koch 1839.  Eupelops torulosus ingår i släktet Eupelops och familjen Phenopelopidae.

## Underarter
Arten delas in i följande underarter:
- E. t. torulosus
- E. t. macroporosus
- E. t. meridionalis